# Bénéjacq
Bénéjacq é uma comuna francesa na região administrativa da Nova Aquitânia, no departamento dos Pirenéus Atlânticos. Estende-se por uma área de 17,06 km². Em 2010 a comuna tinha 1 991 habitantes (densidade: 116,7 hab./km²).